# Ljudevit Gaj
Ljudevit Gaj (8. července 1809 Krapina – 20. dubna 1872 Záhřeb) byl chorvatský politik (poslanec), obrozenec, spisovatel a publicista, přední slovanský jazykovědec 19. století.

## Život
Pocházel z původem německé rodiny s francouzskými kořeny, rodná podoba jeho jména byla Ludwig Gay.
Patřil mezi představitele tzv. ilyrismu, tedy chorvatského hnutí za oživení národní kultury, byl aktivním panslavistou. Studoval ve Vídni, Pešti i Štýrském Hradci, kde se setkal s Janem Kollárem, který ho informoval o myšlenkách slovanské vzájemnosti. V roce 1833 složil píseň Još Hrvatska ni propala („Ještě Chorvatsko neskončilo“), melodicky velmi blízkou polské hymně (Jeszcze Polska nie zginęła). Gaj prosazoval ideu sjednocení všech jižních Slovanů pod ilyrským jménem tak, jako se východní Slované sjednotili pod jménem ruským. Slovany dělil na dvě velké skupiny: česko-polskou a ilyrsko-ruskou.
V roce 1834 získal Gaj možnost tisknout vlastní noviny; hned následujícího roku tak začaly pod jeho vedením vycházely Novine Horvatzke s literární přílohou Danicza Horvatzka, Slavonzka y Dalmatinzka („Jitřenka chorvatská, slavonská a dalmatinská“). Noviny vycházely v kajkavštině, teprve až později přešel Gaj na štokavštinu. Řadu svých myšlenek publikoval Gaj právě v Danici (např. studie Naš narod o jednotě jižních Slovanů).
Gaj se zasloužil se o reformu chorvatského jazyka , jednak z českého příkladu – do jihoslovanských jazyků se tak dostávají typické české znaky, jako například „č“, „š“, nebo „ž“, které se užívají v chorvatské latince dodnes (viz chorvatská abeceda). Tam, kde byly potřeba znaky jiné, zavedl spřežky: „lj“ a „nj“. Reformní proud trval již nějakou dobu a Ljudevit na tomto již několik let pracoval; v roce 1830 rozvedl navrhované změny v jazyce ve své první knize Stručná osnova chorvatsko-slovanského jazyka.
Nová podoba jazyka, která byla založena na novoštokavském nářečí, získala u mladých autorů tehdejší chorvatské literatury velký ohlas a rychle se rozšířila. Navázala na středověkou tradici kulturně bohatých oblastí hlavně v Dalmácii. Oficiálně byla prezentována 5. prosince 1835 a záměrem bylo vytlačit tehdejší kajkavské nářečí, které dominovalo. O několik let později navázal na Gajovu práci i obrodný proces v dnešním Slovinsku, kde byla chorvatská latinka přejata.